# Bulbul coronat de Java
El bulbul coronat de Java (Alophoixus bres) és una espècie d'ocell de la família dels picnonòtids (Pycnonotidae). És endèmic de les illes de Java i Bali (Indonèsia). Els seus hàbitats principals són els boscos tropicals i subtropicals de frondoses humits de les terres baixes i els de l'estatge montà, així com les àrees forestals fortament degradades. El seu estat de conservació es considera en perill d'extinció.